# 天津公交311路
天津公交311路，由天津市公交集团第三客运有限公司运营，由大学城地铁站来往理工大学日新道。

## 历史
2013年5月12日，为了解决大学城与地铁站“最后一公里”接驳，方便理工大学、师范大学、工业大学等高校师生出行，311路和620路区间同步开通。
2016年4月30日，311路运营单位由第二客运公司划转至第三客运公司。
2023年7月1日，原311路更名为311路区间，原620路区间更名为311路。